# Żółtokret górski
Żółtokret górski (Chlorotalpa sclateri) – gatunek ssaka z podrodziny złotokretów (Chrysochlorinae) w obrębie rodziny złotokretowatych (Chrysochloridae) występujący w Afryce Południowej.

## Taksonomia
Gatunek po raz pierwszy zgodnie z zasadami nazewnictwa binominalnego opisał w 1907 roku południowoafrykański paleontolog Robert Broom nadając mu nazwę Chrysochloris sclateri. Miejsce typowe to Matjiesvlei, Beaufort West, Prowincja Przylądkowa Zachodnia, Południowa Afryka. Holotyp to na wpół dorosła samica (sygnatura SAM 3418) ze zbiorów The Iziko South African Museum.
Przez niektórych autorów Ch. sclateri uważany jest za podgatunek C. duthieae, jednak ze względu na stałe różnice w kolorze sierści, właściwościach chromosomalnych, morfologii małżowiny usznej i nawykach siedliskowych jest uznawany za odrębny gatunek.
Rozpoznano cztery podgatunki. Podstawowe dane taksonomiczne podgatunków (oprócz nominatywnego) przedstawia poniższa tabelka:
| Podgatunek         | Oryginalna nazwa        | Autor i rok opisu | Miejsce typowe                                                                                           | Holotyp |
| ------------------ | ----------------------- | ----------------- | --- | --- |
| Ch. s. guillarmodi | Chlorotalpa guillarmodi | Roberts, 1936     | Mamathes, północno-zachodnie Lesotho.                                                                    | |
| Ch. s. montana     | Chlorotalpa montana     | Roberts, 1924     | Kastrol Nek, na wysokości 6000 ft (1829 m), na wschód Wakkerstroom, Mpumalanga, Południowa Afryka.       | Dorosły samiec (sygnatura TM 2900) ze zbiorów Ditsong National Museum of Natural History; okaz zebrany 20 stycznia 1922 roku przez autor opisu. |
| Ch. s. shortridgei | Chlorotalpa shortridgei | Broom, 1950       | Sutherland, około 160 km na zachód od Beaufort West, Prowincja Przylądkowa Zachodnia, Południowa Afryka. | Według oryginalnego opisu okaz typowy został odłowiony przez Shortridge’a i Macaulaya.                                                          |

### Etymologia
- Chlorotalpa: gr. χλωρος khlōros ‘zielony, zielono-żółty’[12]; łac. talpa ‘kret’[13].
- sclateri: William Lutley Sclater (1863-1944), angielski ornitolog[14].
- guillarmodi: Charles Frederic Jacot-Guillarmod (1912–1979), południowoafrykański entomolog, kolekcjoner[15].
- montana: łac. montanus ‘z gór, górski, góral’, od mons, montis ‘góra’[16].
- shortridgei: kpt. Guy Chester Shortridge (1880–1949) angielski teriolog, kolekcjoner z całego świata, południowoafrykański policjant, dyrektor Kaffrarian Museum (obecnie Amathole Museum)[17][18].

## Zasięg występowania
Żółtokret górski występuje w zależności od podgatunku:
- Ch. sclateri sclateri – od Beaufort West na wschód wzdłuż Koueveldberge i Gór Śnieżnych do Graaff-Reinet, Prowincji Przylądkowaej Zachodniej i Prowincji Przylądkowej Wschodniej.
- Ch. sclateri guillarmodi – od skrajnego wschodniego Wolnego Państwa i południowo-zachodniego KwaZulu-Natal na południe przez Lesotho do środkowej części Prowincji Przylądkowej Wschodniej.
- Ch. sclateri montana – znany tylko z gatunku typowego odłowionego w pobliżu Wakkerstroom, w Mpumalanga, we wschodniej Afryce Południowej.
- Ch. sclateri shortridgei – znany tylko z gatunku typowego odłowionego w Sutherland, z Prowincji Przylądkowej Północnej, w zachodniej Afryce Południowej.

## Wygląd
Długość ciała samic 82–123 mm, samców 83–135 mm, długość tylnej stopy samic 9–13 mm, samców 10–16 mm; masa ciała samic 22–48 g, samców 22–54 g. Futro barwy złotej, ciało krępe, przystosowane do kopania w ziemi. Głowa o kształcie klina, osadzona na krótkiej, mocnej szyi. Przednie łapy wyposażone w potężne pazury służące do rozgarniania ziemi.Oczy pokryte skórą - zwierzęta są ślepe. Uszy szczątkowe, pokryte sierścią. Najbardziej rozwinięte są zmysły dotyku i węchu.

## Tryb życia
Żyją pod ziemią, w wydrążonych przez siebie tunelach. Aktywne zarówno w dzień, jak i w nocy. Żywią się bezkręgowcami – owadami, ślimakami, dżdżownicami.

## Rozmnażanie
Zwierzęta rozmnażają się 1-2 razy w roku, zazwyczaj wiosną i latem. Samica rodzi 1-2 nagie młode w norze wyłożonej liśćmi i trawą, a następnie opiekuje się nimi przez pięć miesięcy. Chlorotalpa sclateri jako jedne z nielicznych ssaków posiadają kloakę – jeden otwór służący zarówno do rozmnażania, jak i wydalania.

## Status zagrożenia
W Czerwonej księdze gatunków zagrożonych Międzynarodowej Unii Ochrony Przyrody i Jej Zasobów został zaliczony do kategorii LC (ang. least concern ‘najmniejszej troski’). Głównym zagrożeniem dla tych zwierząt jest niszczenie ich środowiska przez rozwijające się rolnictwo i erozję.